# DC-moziuniverzum
A DC-moziuniverzum (angolul: DC Extended Universe, röviden DCEU) egy amerikai médiafranchise és kitalált univerzum, mely a Warner Bros. szuperhősfilmjeinek és sorozatainak helyszíne. A filmek a DC Comics kiadványainak karakterein alapulnak. A DCEU képregényeket, rövidfilmeket, regényeket és videójátékokat is tartalmaz. A közös univerzum – csak úgy, mint a képregényes univerzum is – a különálló filmek egyes szereplőinek, helyszíneinek vagy cselekményelemeinek crossoverével alakult ki.
Az univerzum első filmje Az acélember (2013) volt, mely egy Superman reboot volt. A filmnek a folytatása a Batman Superman ellen – Az igazság hajnala (2016) lett, melyben már több szuperhős is megjelent. Ezután a Suicide Squad – Öngyilkos osztag (2016) következett, melyben az univerzum szupergonoszai kaptak nagy szerepet. Ezt a Wonder Woman (2017) követte, melyben a címszereplő megkapta eredettörténetét, majd jött az Az Igazság Ligája (2017), melyben már az egész csapat benne volt, ezután érkezett az Aquaman (2018) majd a Shazam! (2019). Ezután érkezett a Ragadozó madarak (2020) és Wonder Woman 1984 (2020), majd Zack Snyder: Az Igazság Ligája (2021) és az Öngyilkos osztagot folytató The Suicide Squad – Az öngyilkos osztag (2021). Továbbá a Black Adam (2022), a Shazam! Az istenek haragja (2023) és az univerzumot lezáró Flash – a villám (2023).

## Filmek
| Film                                      | Bemutató            | Bemutató            | Rendező(k)         | Író(k)                                        | Producer(ek)                                                                        |
| Film                                      | USA                 | Magyar              | Rendező(k)         | Író(k)                                        | Producer(ek)                                                                        |
| ----------------------------------------- | ------------------- | ------------------- | ------------------ | --------------------------------------------- | ----------------------------------------------------------------------------------- |
| Az acélember                              | 2013. június 14.    | 2013. június 20.    | Zack Snyder        | David S. Goyer                                | Christopher Nolan, Emma Thomas, Deborah Snyder és Charles Roven                     |
| Batman Superman ellen: Az igazság hajnala | 2016. március 25.   | 2016. március 24.   | Zack Snyder        | Chris Terrio és David S. Goyer                | Deborah Snyder és Charles Roven                                                     |
| Suicide Squad – Öngyilkos osztag          | 2016. június 5.     | 2016. augusztus 4.  | David Ayer         | David Ayer                                    | Charles Roven                                                                       |
| Wonder Woman                              | 2017. június 2.     | 2017. június 3.     | Patty Jenkins      | Allan Heinberg és Geoff Johns                 | Charles Roven, Zack Snyder, Deborah Snyder és Richard Suckle                        |
| Az Igazság Ligája                         | 2017. november 17.  | 2017. november 16.  | Zack Snyder        | Chris Terrio, Joss Whedon                     | Deborah Snyder, Charles Roven és Ben Affleck                                        |
| Aquaman                                   | 2018. december 21.  | 2018. december 13.  | James Wan          | Will Beall, James Wan, Geoff Johns            | Peter Safran                                                                        |
| Shazam!                                   | 2019. április 5.    | 2019. április 4.    | David F. Sandberg  | Henry Gayden és Darren Lemke                  | Peter Safran                                                                        |
| Ragadozó madarak                          | 2020. február 7.    | 2020. február 6.    | Cathy Yan          | Christina Hodson                              | Margot Robbie, Bryan Unkeless and Sue Kroll                                         |
| Wonder Woman 1984                         | 2020. december 25.  | 2021. április 1.    | Patty Jenkins      | Geoff Johns, Patty Jenkins, David Callaham    | Charles Roven, Deborah Snyder, Zack Snyder, Patty Jenkins, Gal Gadot, Stephen Jones |
| Zack Snyder: Az Igazság Ligája            | 2021. március 18.   | 2021. március 18.   | Zack Snyder        | Chris Terrio, Zack Snyder, Will Beall         | Deborah Snyder, Charles Roven                                                       |
| The Suicide Squad – Az öngyilkos osztag   | 2021. augusztus 5.  | 2021. augusztus 5.  | James Gunn         | James Gunn és John Ostrander                  | Michael de Luca, Charles Roven és Peter Safran                                      |
| Black Adam                                | 2022. október 20.   | 2022. október 21.   | Jaume Collet-Serra | Adam Sztykiel, Sohrab Noshirvani, Rory Haines | Dwayne Johnson, Hiram Garcia, Dany Garcia, Beau Flynn and Scott Sheldon             |
| Shazam! Az istenek haragja                | 2023. március 17.   | 2023. március 16.   | David F. Sandberg  | Henry Gayden                                  | Peter Safran                                                                        |
| Flash – A Villám                          | 2023. június 16.    | 2023. június 15.    | Andrés Muschietti  | Joby Harold                                   | Jeoff Johns és Barbara Muschietti                                                   |
| Kék Bogár                                 | 2023. augusztus 18. | 2023. augusztus 17. | Angel Manuel Soto  | Gareth Dunnet-Alcocer                         | John Rickard                                                                        |
| Aquaman és az elveszett királyság         | 2023. december 22.  | 2023. december 21.  | James Wan          | David Leslie Johnson és Jason Momoa           | James Wan és Peter Safran                                                           |

### Az acélember(2013)
Clark Kentet miután idegen szülei elküldték a Krypton bolygóról annak pusztulása előtt, egy farmon nevelte őt fel Jonathan és Martha Kent. Clark évekkel később kihasználja erejét, hogy embereknek segítsen és a Superman nevet veszi magára. Azonban megjelenik a Krypton bolygó száműzöttje, Zod tábornok, aki uralma alá akarja hajtani a világot. Superman megküzd vele Metropolisban, melynek következtében rengeteg ott élő lakos hal meg. Végül Superman győz, de csak nehezen tudja megölni távoli rokonát.
2010-ben vetődött fel az ötlet David S. Goyertől, miszerint a Superman mítoszt új, modernebb köntösbe kéne csomagolni. Christopher Nolan bemutatta a stúdiónak Goyer ötletét, így őt a film producerének, Goyert pedig a forgatókönyvírójának. 2010 októberében kérte fel a stúdió Zack Snyder rendezőt a film elkészítésére. Henry Cavill 2011 januárjában kapta meg a főszerepet, majd azon év augusztusában elkezdődött a forgatás. A kész produkciót 2013. június 10-én mutatták be az Egyesült Államokban.

### Batman Superman ellen: Az igazság hajnala(2016)
Mint kiderült, Batman is jelen volt a Metropolisban történt csatánál, Zod és Superman között. A városban sok barátja is meghalt, emiatt gyűlöli az istenszerű idegent. Lex Luthor eközben nagyban szervezkedik Superman ellen és mindent megtesz, hogy az acélemberről rosszat gondoljanak az emberek. Így elrabolja Superman anyját és azt akarja, hogy harcoljon Batmannel, aki ellopta az ő Kryptonitját, a fegyverét, mellyel megölheti Supermant. Így össze is csap a két titán, ámde amikor már Batman megölné ellenségét, rájön, hogy Superman az anyjáért harcol és inkább békét kötnek, majd segít neki megmenteni anyját. Végül sikerül is neki, azonban Lex Zod tábornok holttestéből létrehoz egy szörnyet, melynek legyőzésében már Wonder Woman-nek is be kell segítenie. Végül megölik a szörnyet, azonban az megöli Supermant is, így Lex Luthor-t börtönbe zárják, Superman-t eltemetik, Batman pedig elmondja Wonder Woman-nek, hogy meg szeretné alapítani az Igazság Liágáját.
2013 júniusában már hivatalos volt, hogy Zack Snyder és David S. Goyer visszatérnek Az acélember folytatására. 2013 júliusában jelentette be a stúdió, hogy a folytatásban fog Batman először találkozni Superman-nel a mozivásznon és 2015-ben jelenik majd meg. Később kiderült, hogy a film a híres Batman: A sötét lovag visszatér című képregényt veszi alapul. Később a rendező hozzátette, hogy a film nem a képregény adaptációjaként szolgál, csupán elemeket vesznek át. 2013. augusztus 22-én jelentették be, hogy Ben Affleck fogja alakítani Batman / Bruce Wayne karakterét. A hír nagy felháborodást keltett a rajongók körében. Ugyanezen év decemberében Wonder Woman kilétét is felfedték, őt Gal Gadot játssza. Később e hónapban Chris Terrio-t bérelte fel a stúdió, hogy írja újra Goyer forgatókönyvét. Januárban kiderült, hogy Lex Luthor szerepére Jessie Eisenberg-et kérték fel, míg Jeremy Irons Alfred Pennyworth karakterét fogja alakítani. Maga a forgatás 2013 októberében kezdődött, Los Angelesben
2014 januárjában a film premier dátuma át lett helyezve 2016. május 16-ára, hogy "a film készítőinek legyen idejük teljesen realizálni a víziójukat, adjanak egy komplex vizualitást a történetnek". Később megint áthelyezték március 25-ére. Ez lett a végleges dátum.

### Suicide Squad – Öngyilkos osztag(2016)
2014 októberében jelentette be a Warner Bros., hogy milyen képregényfilmeket fognak 2020-ig készíteni és köztük volt az Öngyilkos osztag is. Októberben már lehetett tudni, hogy David Ayer rendezi a filmet és akkor kezdte el írni a forgatókönyvet is. A forgatás 2015. április 13-án kezdődött Torontóban és augusztusban fejeződött be. A film 2016. augusztus 5-én debütált az amerikai mozikban 2D-ben, 3D-ben és IMAX-ben.
A film panelt kapott a 2015-ös Comics Con-on, melyen a főszereplőket játszó színészek nagy része jelen volt, Jared Leto kivételével. A rendezvényen bemutatták a produkció első előzetesét, melyet csak később terveztek hivatalosan is közzé tenni, azonban egy kamerás felvétel kikerült az internetre, így pár napra rá, július 13-án megjelent hivatalosan is és 67 millió megtekintést ért el. A második előzetes 2016. január 19-én jelent meg, a DC Films Present The Dawn of the Justice League különkiadásban jelent meg. A műsorban bemutattak egy rövid ízelítőt a Wonder Woman filmről, valamint beszéltek más, a DC-moziuniverzumba tartozó filmekről is, azonban a főattrakció az új Suicide Squad előzetese volt. Az előzetes alatt a Bohemian Rhapsody című szám szólt, és nagy siker lett, 52 millióan tekintették meg. A harmadikat április 10-én mutattak be az MTV Movie Awards közben. Itt a You Don't Own Me című szám szól, ezt 13 millióan nézték meg.

### Wonder Woman(2017)
Diana themüszkirai hercegnő, az amazonok királynőjének, Hippolütének a lánya, aki Themüszkirán, az amazonok szigetén él, amazontársaival együtt itt vált belőle is rettenthetetlen harcos. Az első világháború idején Steve Trevor, az amerikai légierő vadászpilótája és kéme a sziget közelében lezuhan egy német repülőgéppel a tengerbe, ahonnan Diana menti ki. A szokatlan megismerkedés után Trevor figyelmezteti az amazonokat, hogy a háború őket is veszélyezteti, ezért Diana Trevorral tart a külvilágba, hogy elejét vegyék a begyűrűző háborúnak…
A Wonder Woman önálló filmje azután kapott zöld utat, hogy a karakter 2016-ban Gadot alakításában epizódszerepben felbukkant a Batman Superman ellen – Az igazság hajnala című filmben.

### Az Igazság Ligája(2017)
Bruce Wayne, azaz Batman tudja, hogy nem vonulhat vissza. A világnak még inkább szüksége van rá, és a hozzá hasonlókra, mióta Superman meghalt. Új szövetségese Diana Prince, azaz Wonder Woman. Csapatot toboroznak a nagy számú, repülő, agresszív szárnyas lény és erőteljes uruk ellen, aki el akarja pusztítani az egész világegyetemet, beleértve a Földet.

### Aquaman(2018)
Maine, 1985. Egy viharos este a tengerparton Thomas Curry világítótorony-kezelő megmenti Atlannát, az Atlantisz víz alatti nemzetének királynőjét. Hamar beleszeretnek egymásba és születik egy közös kisfiuk, Arthur, aki születésétől fogva azzal a hatalommal bír, hogy képes kommunikálni a tengeri életformákkal. Hamarosan Atlannát megtámadják, ezért kénytelen visszatérni Atlantiszba, hogy megóvja a családja életét. Megbízza Nuidis Vulko nevű tanácsadóját Arthur kiképzésére. Vulko irányítása alatt Arthur szakképzett harcossá válik, de elutasítja Atlantiszt, amikor megtudja, hogy az anyját őmiatta ölték meg az ároklakók, mivel félvér fiú.
A film pozitív kritikákat kapott az értékelőktől. Dicsérték a film kalandos tónusát, Wan rendezését, valamint Momoa, Heard és Kidman filmbéli teljesítményét, bár a filmet és a film hosszát kritizálták. A Metacritic oldalán a film értékelése 49% a 100-ból, mely 55 véleményen alapul. A Rotten Tomatoeson az Aquaman 64%-os minősítést kapott 272 értékelés alapján. A film világszerte több mint 1,146 milliárd dolláros bevételt gyűjtött össze, amely a 200 millió dolláros költségvetésével szemben igen jó eredmény, így az Aquaman a DC univerzumban a legnagyobb bruttó bevételt hozó filmmé vált. Tervezik a film folytatását, amelyet 2022. december 26-án akarnak megjeleníteni.

### Shazam!(2019)
1974-ben egy apuka két fiával a nagyapjukhoz autózik a szakadó hóesésben. A hátsó ülésen utazó Thaddeus Bodog Sivana varázslat következtében egy varázsló titkos barlangjába kerül. Az itt élő varázsló az utódját keresi, kinek átadhatja minden varázserejét. A fiatal gyerek válaszút elé kerül, melynél azonban kudarcot vall és visszakerül a valóságba. Szeretne ismét visszatérni a barlangba, ezért hangos hisztizésbe és kiabálásba kezd. Ez elvonja apja figyelmét a vezetéstől és autóbalesetet szenvednek.
A film általánosságban pozitív véleményeket kapott a kritikusoktól; dicsérték Levi és Grazer előadását, valamint Sandberg rendezését, továbbá pozitív jelzést kaptak a hangeffektek és a humorizálás, sok tekintettel arra, hogy az egyik legjobb film a DCEU-ban. A Metacritic oldalán a film értékelése 72% a 100-ból, ami 46 véleményen alapul. A Rotten Tomatoeson a Shazam! 92%-os minősítést kapott, 195 értékelés alapján.

### Ragadozó madarak(2020)
Harley Quinn szakít Jokerrel. Új lakóhelyet Doki, egy idős tajvani étteremtulajdonos kínál neki, lakótársa pedig Bruce, a hiéna lesz, aki Bruce Wayne-ről kapta a nevét. Egy este Harley nézeteltérésbe keveredik a hírhedt maffiafőnök, Roman Sionis éjszakai bárjában, miután eltöri annak sofőrjének a lábát, aki azt megelőzően sértegette őt. Itt találkozik a Fekete kanári néven is ismert énekesnővel, Dinah Lance-szel, aki az éjjel megmenti őt, miközben Sionis emberei megpróbálják elrabolni. Harley másnaposan ébredve az Ace Chemicals üzemét felrobbantva tudatja hivatalosan is Jokerrel való szakítását Gotham City lakóival. Roman eközben Dinaht sofőrjévé lépteti elő, a nőt pedig megkeresi Renee Montoya, a gotham-i rendőrség nyomozója is, hogy legyen a besúgója, ám ő visszautasítja azt. Montoya egy számszeríjjal ölő sorozatgyilkos után kutat, és az Ace Chemicals felrobbantása, valamint Harley Jokertől kapott nyakláncát megtalálva megjegyzi, hogy volt kedvese nélkül a lány nincs biztonságban a városban.
Margot Robbie producerként is közreműködött a film készítésében. 2016 májusában jelentették be a készülő produkciót. Hodson az év novemberében, Yan 2018 áprilisában csatlakozott a stábhoz, amelynek tagjai nagyrészt 2018 decemberére váltak hivatalossá. A forgatás 2019. január és április között zajlott Los Angelesben és Kaliforniában.

### Wonder Woman 1984(2020)
A Wonder Woman 1984 ötlete az első részt követően, 2017 nyarán merült fel, a forgatás 2018. június 13-án kezdődött és 2018. december 22-én ért véget.
A film 1984-ben játszódik, Diana visszavonultan éli az életét, aki a Smithsonian Intézet múzeumában kamatoztatja sokoldalú tudását, de ez nem akadályozza abban, hogy időről időre szuperhősként bűnözőket csípjen fülön. Mikor a múzeumba több lefoglalt tárgy érkezik bevizsgálásra, köztük van egy látszólag értéktelen kristály is, ami a latin nyelvű foglalata szerint olyan kívánságkő, ami bárki kivánságát teljesíti, aki megérinti. Jól tudja ezt a kő után régóta kutató Max Lord, egy magát olajmágnásnak beállító szélhámos is, aki a kőtől reméli az élete egyenesbe jövését. Ugyanakkor Diana és egy önbizalomhiányos új kolléganője, Barbara Minerva is kíván a kőtől, mit sem gondolva arra, hogy a kívánságuk valóra is válhat: Dianaé, hogy szerelme, Steve Trevor éljen, Barbaráé pedig, hogy olyan magabiztos legyen, mint Diana. Közben Max Lord magát a múzeum mecénásának beállítva beférkőzik Barbara bizalmába, és azt kihasználva ellopja a követ. Ő viszont azt kívánja, hogy váljon azzá, ami a kő, vagyis a kívánságok teljesítőjévé. Miután Diana találkozik Steve-vel nagyon boldog, de érzi, hogy ez nem lehet normális dolog. Barbara viszont élvezi, hogy nem az a jelentéktelen személy többé, aki eddig volt. Lord is elintézi, hogy egy korábbi üzlettársa kívánsága nyomán az olajtársasága valódi olajat is kitermeljen és sikeres legyen. Diana rájön, hogy a kő isteni eredetű, vagyis tényleg képes arra, amire a felirata utalt, ezért vissza akarja szerezni, csakhogy a képesség már Lordra szállt, aki nyakló nélkül teljesíti mindenki kívánságát a saját céljai szerint. A kő által teljesített kívánságoknak azonban ára van, miközben a világ azok miatt egyre nagyobb káoszba kezd süllyedni, ami a hidegháború idején atomcsapással is fenyeget. Dianára vár a feladat, hogy valahogy megpróbálja visszacsinálni mindazt, ami történik, miközben korábbi kolléganőjével, az időközben Gepárddá vált Barbarával is meg kell küzdenie, akinek esze ágában sincs lemondani új személyiségéről.

### The Suicide Squad – Az Öngyilkos osztag(2021)
A Belle Reve büntetés-végrehajtási intézet bebörtönzött elítéltjeit Amanda Waller utasítására, Corto Maltese szigetére küldik, hogy megsemmisítsék a Jotunheim nevű tornyot, egy náci korabeli laboratóriumot, ahol a titokzatos „Csillag Projekten” dolgoznak. A csapat tagjainak fejébe egy apró bombát injekcióznak be, ami engedetlenség, parancsmegtagadás, stb. esetén távolról felrobbantható. A gombok megnyomása Amanda Waller hatáskörébe tartozik.
A csapat (az X különítmény néven) első felét, Rick Flag ezredes vezetésével, mind lemészárolják az érkezésük után nem sokkal, de ez alatt a csapat második fele (Bloodsport, Békeharcos, Cápakirály, Pöttyös és Patkányfogó 2) semmiféle ellenállásba nem ütközik, és észrevétlenül eljut a sziget belsejébe. Miután megtalálják Flag-et egy lázadó csoport táboránál, az osztag meggyőzi a lázadók vezetőjét, Sol Soriát, hogy közösek a céljaik, ezért segít nekik a továbbhaladásban.
Eközben Harley Quinn-t (a csapat első felének egyetlen túlélője) elfogja a corto maltese-i hadsereg, akik más országok ellen akarják bevetni a Csillag Projektet.
Az osztag ezt követően sikeresen nyakon csípi Agyast, a Csillag projekt tudósát, majd Harley is csatlakozik hozzájuk, miután megszökik fogvatartóitól. A Jotunheim-hez odaérve Flag és Patkányfogó 2 felfedezik a titkos labort, míg a többiek bombákat helyeznek el az épületben. Rájönnek, hogy a Csillag Projekt valójában egy Starro nevű óriás földönkívúli tengericsillag, aki képes másokat az irányítása alá vonni. Az Agyas elárulja, hogy Starro az amerikai kormány által került a Földre, majd titokban elkezdték finanszírozni a corto maltese-i kormányt, hogy végezzenek kísérleteket rajta. Békeharcos (akit Waller titokban megbízott, hogy semmiképp se hagyja, hogy fény derüljön erre a titokra) megöli Flag-et, miután az utóbbi nem akarja átadni a drive-ot, amin rajta van minden bizonyíték, de aztán Patkányfogó 2-nek sikerül megkaparintania. Miközben az osztag és a corto maltese-i katonák között dúl a harc, Pöttyös véletlenül a kelleténél előbb aktiválja a bombákat, amikor a katonák rájuk támadnak a toronyban. A labor kezd összeomlani, de Bloodsport-nak sikerül megmentenie Patkányfogó 2-t Békeharcostól (miután lelövi az utóbbit), mialatt Starro kiszabadul és elteszi láb alól Agyast, a katonák nagy részét irányítani kezdi kis színes csillagokkal, amik az arcukra tapadnak.
Míg Starro elkezdi az irányítása alá helyezni a sziget lakosságát, Waller értesíti az osztagot, hogy a küldetésüknek vége. Azonban az osztag, Bloodsport-tal az élen, felveszi a kesztyűt Starro ellen és Waller beosztottai megakadályozzák, hogy a nő kivégezze az osztagot. A csetepaté közepette Pöttyös életét veszti, majd Patkányfogó 2 magához hív temérdek patkányt, amik élve felfalják az óriás űrlényt belülről és Harley kiszúrja a szemét. Ezalatt Soria és csapata megszerzi a kormány feletti irányítást és demokratikus választásokat ígérnek a sziget népnek.
Bloodsport, aki a drive-ot befolyásként használja, meggyőzi Waller-t, hogy engedje szabadon őt és társait, akiket végül helikopterrel kivisznek Corto Maltese-ből.

### Zack Snyder: Az Igazság Ligája(2021)
Sok-sok évvel ezelőtt Darkseid és Paradémon serege el akarta foglalni a Földet a három Anyadoboz együttes erejével. Ezt azonban megakadályozta az Olimposzi istenek, az amazonok, az atlantisziak, az emberiség és egy Zöld Lámpás szövetsége. Miután visszaverték Darkseid seregét, az Anyadobozokat elválasztották egymástól és különböző helyeken rejtették el.
A jelenben Superman halálát követően az Anyadobozok újraaktiválódnak és a Földhöz irányítja Steppenwolf-ot, Darkseid egyik szolgáját. Steppenwolf arra készül, hogy visszanyeri a hűségét a gazdája iránt úgy, hogy a dobozokkal együtt létrehozza az "Egységet".
Steppenwolf megszerzi az egyik Anyadobozt Themyscira szigetéről. Ezt követően Hippolyta királynő figyelmezteti lányát, Dianát. Diana felkeresi Bruce Wayne-t, aki metahumánok után kutat, mint például Arthur Curry, hogy létrehozzon egy csapatot, de Arthur elutasította. Bruce ezután Barry Allen után ered, amíg Diana felkeresi Victor Stone-t. Amellett, hogy először elutasítja az ajánlatot, Victor később beáll a csapatba, miután apját, Silas-t és néhány dolgozót a S.T.A.R. Labs-ből Steppenwolf elrabolt, aki az emberiség által védett Anyadobozt keresi.
Steppenwolf megtámad egy atlantiszi előőrsöt és megkaparintja a következő dobozt, emiatt Arthur akcióba lép. A csapat James Gordon felügyelőtől megtudja, hogy Steppenwolf és serege egy gotham-i kikötő alatti elhagyatott létesítményben tartózkodnak. A csapatnak sikerül megmenteni a túszokat, de a létesítmény a harc során elárad, de Arthur feltartja az árvizet, amíg a többiek megszöknek. Victor elhozza az utolsó Anyadobozt, amit elrejtett, a csapathoz analizálásra. Felfedi, hogy az apja arra használta a dobozt, hogy újjáépítse a testét egy autóbaleset után, amibe az anyja belehalt és majdnem maga Victor is. Hőseink elhatározzák, hogy az Anyadobozzal feltámasztják Superman-t, hogy segítsen nekik visszaverni Steppenwolf invázióját.
Cyborg és Flash exhumálják Superman holttestét, majd belehelyezik egy kriptoni felderítő hajó genezis kamrájának magzatvizébe, ami a S.T.A.R. Labs-nél van, az Anyadobozzal együtt, amit Barry aktivál, ezzel sikeresen feltámasztva Superman-t. Azonban Superman emlékei még nem tértek vissza és rátámad a csapatra, miután Victor véletlenül rálő. Lois Lane is megérkezik és miután Superman megnyugszik, együtt elmennek Smallville-be, ahol Clark újraegyesül anyjával, Marthával. Steppenwolf megtámadja a labort, hogy megszerezze az utolsó Anyadobozt, ahol Silas az életét veszti. A hősök, Superman nélkül, elmennek oda, ahol Steppenwolf egyesíteni akarja a dobozokat. A csapat átverekedi magát a Paradémonokon, hogy eljussanak Steppenwolf-hoz, de nem tudják addig feltartóztatni őt, míg Victor szét nem tudja választani a dobozokat. Superman is megérkezik és felülkerekedik Steppenwolf-on, de a dobozok létrehozzák az Egységet és egy robbanást idéznek elő. Barry visszamegy az időben, hogy Superman és Victor még időben szét tudják választani az Anyadobozokat. Arthur leszúrja Steppenwolf-ot és Diana lefejezi, majd átdobják a holttestét egy portálon keresztül Darkseid bolygójára, Apokolips-re. Darkseid biztosítja szolgájának, DeSaad-nak, hogy vissza fog térni a Földre, hogy megtalálja az Életellenes Egyenletet.
A csata után Bruce, Diana és Alfred Pennyworth megegyeznek abban, hogy létrehozzanak egy bázist az egykori Wayne-birtokból a csapatnak és a többi leendő tagoknak. Miközben összeáll a csapat, Diana folytatja a hősnői életet. Barry munkát kap Central City rendőrségénél, ezzel elragadtatva apját, Henry-t. Victor-t inspirálja az apja üzenete, amiben arra kéri, hogy jóra használja az erejét. Arthur búcsút int Merának és mentorának, Vulkónak, hogy megkeresse apját. Superman pedig folytatja az életét Clark Kentként és mint a Föld védelmezője. Bruce közbe visszaszerzi a Kent birtokot a banktól.
Lex Luthor, aki megszökött az Arkham Elmegyógyintézetből, megbízza Slade Wilson-t azzal, hogy ölje meg Batmant, illetve segítségképp Luthor elárulja Batman titkos személyazonosságát. Másnap Bruce álmodik egy poszt-apokaliptikus világról, ahol őt, Victor-t, Barry-t, Merát, Wilson-t és Joker-t megtalálja egy gonosz Superman. Bruce mikor felébred, meglátogatja őt a Marsbéli Vadász, aki korábban Marthának álcázva meglátogatta Lois-t. Megköszöni Bruce-nak, hogy egyesítette a Föld új védelmezőit és azt is elárulja neki, hogy fel kell készülniük Darkseid újabb terveire.

### Black Adam(2022)
Kr. e. 2600-ban Kahndaq zsarnoki uralkodója, Ahk-Ton létrehozza Szábbák koronáját, hogy nagyobb hatalomra tegyen szert. Miután megpróbált egy lázadást szítani, egy fiatal rabszolga megkapja Shazam erejét a Varázslók Tanácsa által, így ő válik Kahndaq hősies bajnokává, aki megöli Ahk-Ton-t és véget vet rémuralmának.
Napjainkban Kahndaq lakóit az Intergang nevű terrorszervezet tartja rettegésben, miközben egy Adrianna Tomaz nevű régész és ellenálló harcos Szábbák koronáját keresi testvére, Karim, valamint két kollégája, Samir és Ishmael segítségével. Amikor rálelnek a koronára, az Intergang rájuk támad és megöli Samir-t. Emiatt Adrianna felolvas egy varázsigét, mely felébreszti Teth-Adam-et, akiről azt hiszi, hogy ő Kahndaq bajnoka. Mialatt Adam leszámol a terroristákkal, Amanda Waller kormányügynök fenyegetésnek bélyegzi a férfit és megbízza az Amerikai Igazságügyi Társaságot (AIT), hogy tartóztassák Adam-et. Az AIT (melynek tagjai Sólyomember, Dr. Sors, Atomcsapás és Ciklon) még időben megérkeznek, hogy megakadályozzák Adam-et abban, hogy még több felfordulást okozzon és elmagyarázzák Adriannának, hogy Adam nem egy hős, hanem egy őrült.
Ishmael felfedi, hogy valójában ő a kahndaq-i Intergang csapatok vezetője és üldözőbe veszi Adrianna tinédzser fiát, Amon-t, aki ellopta és elrejtette a koronát. Adam, Adrianna és az AIT megtalálják a koronát és azt tervezik, hogy Amon biztonságáért elcserélik azt. Majd Ishmael elárulja, hogy ő Ahk-Ton utolsó leszármazottja és a trónra pályázik. Amikor Adrianna átadja neki a koronát, Ishmael rálő Amon-ra, de Adam megmenti őt, azonban az erejével elpusztítja a rejtekhelyet, ezzel megöli Ishmael-t és megsebesíti Amon-t. Adam Ahk-Ton palotájához megy, ahol elmondja Sólyomembernek, hogy rosszul értelmezik a Kahndaq bajnokáról szóló legendákat: Igazából Adam fia, Hurut volt Kahndaq bajnoka és mivel halhatatlan volt, Ahk-Ton merénylőket bízott meg, hogy végezzenek Hurut családjával, köztük Adam-mel és Hurut anyjával. Hurut átadta az erejét Adam-nek, hogy megmentse az életét, de Ahk-Ton merénylői rögtön kivégezték az erejétől megfosztott fiút. Emiatt Adam dühében lemészárolta a király összes emberét és akarta ellenére elpusztította Kahndaq palotáját. Később a Varázslók Tanácsa méltatlannak ítélte, Adam Shazam kivételével megölte az összes varázslóval és emiatt Shazam bebörtönözte őt Szábbák koronájával együtt.
Végül Adam megadja magát és az AIT Waller titkos antarktikai bázisára szállítják, ahol Dr. Sors látomása lesz Sólyomember haláláról. Miközben az AIT visszamegy a városba, ráeszmélnek, hogy Ishmael rávezette Adam-et arra, hogy ölje meg és így a Pokolba kerüljön és feltámadjon, mint Szábbák hat démonjának bajnoka. Miközben Szábbák rászabadítja a Pokol Légióit Kahndaq-ra, Adrianna, Amon és Karim arra buzdítják a városlakókat, hogy segítsenek nekik megvédeni az otthonukat. Az AIT összecsapnak Szábbákkal, de Dr. Sors egy erőteret hoz létre a romok köré, mert úgy véli, hogy az áldozatával megakadályozhatja Sólyomember halálát. Szábbák megöli Dr. Sorsot, de az utóbbinak még sikerül kiszabadítani Adam-et, aki még időben megérkezik és Sólyomember segítségével elteszi láb alól Szábbákot. Az AIT búcsút int Adam-nek, aki elfogadja Kahndaq védelmezőjének szerepét és felveszi a "Black Adam" nevet.

### Shazam! Az istenek haragja(2023)
Billy Batson vígan éli életét az emberek között, ám egy nap minden megváltozik. Atlasz, a görög titán leányai, Anthea (Ann), Hespera és Kalüpszó az emberekre támadnak . Kiderül, hogy a botot, amit a varázsló Shazam alkotott, Billy korábban eltörte. Így a varázsló által emelt pajzs az emberek világa köré megszűnt. Az istennők felkeresik a varázslót (akit korábban bebörtönöztek) és megkérik, keltse életre a botot.
Eközben Billy és csapata értesül történtekről és megpróbálják megmenteni a világot. Találnak egy titkos könyvtárat és megtudják képességeik valódi történetét. Közben az istennők új tervet eszelnek ki: Hespera New York és Brooklyn közé láthatatlan falat emel, hogy az emberek ne juthassanak ki a városból. Elrabolják Bredit és visszamennek a világukba. Bredi kiszabadul és kiszabadítja a varázslót, akivel aztán elszöknek. Előtte megtudják, hogy az istennők az Életfa magját akarják elültetni a Földön. Vitatkoznak azon, hogy inkább ültessék-e el a saját világukban, mint a Földön. Végül Kalüpszó úgy dönt, a Földön fogják elültetni, mert így rá tudják szabadítani az emberekre a görög mitológia szörnyeit.
Tervük sikerül, az Életfa kinő, bár a Föld romlottsága miatt nem tud egészségesen fejlődni. A szörnyek megjelennek és elszabadul a káosz. Billy és a csapat szembeszáll az istennőkkel, a szörnyekkel és Atlasz sárkányával, Lathónnal. Megtudják, hogy a szörnyek egyetlen lénytől félnek, az egyszarvútól. A csapat kettéválik, páran a varázslóval mennek egy aluljáróba, mert ott van az egyszarvú. Ambróziának álcázott drazséval elcsalják a csatatérre és megy velük egy egész ménes is. A csata már elveszni látszik, amikor Hespera halála előtt a pajzsot lekicsinyíti, így Kalüpszót és Lathónt bezárja egy körbe. Billy berepül a körbe és erejét használva elpusztítja a szörnyet és Kalüpszót, feláldozva önmagát, ugyanos a robbanásban meghal, a botból pedig elszáll az erő. A szörnyek elpusztulnak, a csapat gyászolja Billyt. Anthea és a csapat is elveszti képességeit. Ezután elmennek az istennők világába és eltemetik Billyt. A varázsló elmondja, hogy a botot csak egy isten tudja életre kelteni. Ekkor megérkezik Wonder Woman és életre kelti a botot. A csapat és Anthea visszakapja erejét és Billy is visszatér az élők közé. Az ünneplő csapat hazatér és meglátogatja őket a varázsló, mielőtt világ körüli útra menne.

### Flash – A Villám(2023)
Barry Allen / A Villlám visszautazik az időben, hogy megakadályozza az anyja meggyilkolását. Ezzel azonban egy alternatív idősíkot hoz létre. Barry ebben az idősíkban, saját maga egyik változatának, a Michael Keaton-féle Batmannek, és egy alternatív metahumánnak, Supergirlnek kéri a segítségét, hogy visszaszerezzék az univerzum rendjét Zod tábornoktól, és hogy visszajusson a saját idősíkjába.

### Aquaman és az elveszett királyság(2023)
A DC-moziuniverzum 15. és egyben utolsó filmje.

### Televízió
| Sorozat                 | Évad | Évad | Epizódok | Eredeti sugárzás | Eredeti sugárzás  | Magyar sugárzás  | Magyar sugárzás  | Showrunner |
| Sorozat                 | Évad | Évad | Epizódok | Évadpremier      | Évadfinálé        | Évadpremier      | Évadfinálé       | Showrunner |
| ----------------------- | ---- | ---- | -------- | ---------------- | ----------------- | ---------------- | ---------------- | ---------- |
| Peacemaker – Békeharcos |      | 1.   | 8        | 2022. január 22. | 2022. február 17. | 2022. március 8. | 2022. március 8. | James Gunn |
| Peacemaker – Békeharcos |      | 2.   | N/A      | N/A              | N/A               | N/A              | N/A              | James Gunn |

## Lehetséges projektek
Vannak projektjei a stúdiónak, melyeket vagy még csak terveznek, vagy felkeltették az érdeklődésüket, esetleg még nincs hivatalos dátuma a produkciónak és a DC comics karaktereire épülne. 
- 2009. szeptember 2-án jelentette be a Warner Bros, hogy szeretne egy Lobo filmet készíteni, melyet Guy Ritchie rendezne. Ritchie azt nyilatkozta, hogy 2010 elején kezdenének foglalkozni a projektel, azonban 2010 Januárjában visszalépett a filmtől, mivel a Sherlock Holmes 2. – Árnyjáték című filmjével volt elfoglalva.[16] 2012-ben vették elő újra a filmet, melyet Brad Peyton írt és rendezett volna.Ugyanezen év Júniusában jelentkezett a főszerepre Dwayne Johnson, aki később úgy döntött, hogy Black Adamet fogja játszani egy önálló filmben.[17] 2013. Február 18-án Brad is otthagyta a filmet.[18] 2016 Márciusában jelentette be Jason Fuchs, hogy szívesen írna egy forgatókönyvet a filmnek.
- 2014 októberében jelentettek be egy Acélember folytatást, mely 2016 és 2020 között készült volna el. 2017 novemberében Matthew Vaughn bejelentette, hogy tárgyalásokat folytat a rendezői pozíció kapcsán a stúdióval, de 2018-ban végül úgy döntött, hogy mégsem ő rendezi a filmet. 2019 júliusában Christopher McQuarrie rendező és Henry Cavill megosztották ötletüket a Warner Bros.-szal, hogy a folytatás kapcsolódni fog a lehetséges Green Lantern Corps filmhez, de végül McQuarrie is kiszállt a projektből. A Warner november óta J. J. Abrams-szel folytat tárgyalásokat. Decemberben Cavill azt mondta, hogy a film munkálataiba beleavatkozott az, hogy ő a The Witcher című Netflix-sorozat első évadát forgatta, de a második évad esetében már nem így lesz.
- 2016 májusában került szóba egy Harley Quinn-t központba állító film, melyben több női karakter is fel fog tűnni a képregényekből. A filmben Margot Robbie nem csak a főszereplő lesz, hanem a producer szerepet is ő vállalná.
- 2016 májusában vetettek fel egy, az Öngyilkos Osztag karaktereiről szóló filmet. A produkcióban nyilván nem mindegyik szupergonosz fog ismét egyesülni, hanem valamennyiük kaphatna egy saját filmet. Ilyen például Jared Leto által alakított Joker, vagy a Jai Courtney által játszott Bumeráng kapitány.[19]
- 2018 márciusában Ava DuVernayt jelölték a New Gods című film rendezői pozíciójába. 2019 májusában DuVernay bejelentette, hogy a forgatókönyvet is ő írja Tom Kinggel közösen. A film az Új Istenek nevű idegen fajról fog szólni, akik között Darkseid és Női Fúriái is szerepel majd. Az Új Istenek legelőször az Igazság Ligájában tűntek fel, melyben Ray Porter játszotta Darkseid-ot még a film utómunkálatai előtt. A Warner Bros. azonban 2021 április elején törölte a filmet.

## Visszatérő szereplők
| Szereplő                                       | Film            | Film                                      | Film                    | Film                | Film                  | Film           | Film             | Film             | Film             | Film             | Televízió            |
| Szereplő                                       | Az acélember    | Batman Superman ellen: Az igazság hajnala | Öngyilkos Osztag filmek | Wonder Woman filmek | Igazság Ligája filmek | Aquaman filmek | Shazam filmek    | Ragadozó madarak | Black Adam       | Flash – A Villám | Békeharcos           |
| ---------------------------------------------- | --------------- | ----------------------------------------- | ----------------------- | ------------------- | --------------------- | -------------- | ---------------- | ---------------- | ---------------- | ---------------- | -------------------- |
| Barry Allen A Villám                           |                 | Ezra Miller                               | Ezra Miller             |                     | Ezra Miller           |                |                  |                  |                  | Ezra Miller      | Ezra Miller          |
| Arthur Curry Aquaman                           |                 | Jason Momoa                               | Jason Momoa             |                     | Jason Momoa           | Jason Momoa    |                  |                  |                  |                  | Jason Momoa          |
| Emilia Harcourt                                |                 |                                           | Jennifer Holland        |                     |                       |                | Jennifer Holland |                  | Jennifer Holland |                  | Jennifer Holland     |
| Kal-El / Clark Kent Superman                   | Henry Cavill    | Henry Cavill                              |                         |                     | Henry Cavill          |                | Ryan Hadley      |                  | Henry Cavill     |                  | Brad Abramenko       |
| Joker                                          |                 |                                           | Jared Leto              |                     | Jared Leto            |                |                  | John Goth        |                  |                  |                      |
| Joker                                          | Jared Leto      |                                           | Jared Leto              |                     | Jared Leto            |                |                  |                  |                  |                  |                      |
| John Economos                                  |                 |                                           | Steve Agee              |                     |                       |                | Steve Agee       |                  |                  |                  | Steve Agee           |
| Jonathan Kent                                  | Kevin Costner   | Kevin Costner                             |                         |                     | Kevin Costner         |                |                  |                  |                  |                  |                      |
| Martha Kent                                    | Diane Lane      | Diane Lane                                |                         |                     | Diane Lane            |                |                  |                  |                  |                  |                      |
| Lois Lane                                      | Amy Adams       | Amy Adams                                 |                         |                     | Amy Adams             |                |                  |                  |                  |                  |                      |
| Diana hercegnő Wonder Woman                    |                 | Gal Gadot                                 |                         | Gal Gadot           | Gal Gadot             |                | Gal Gadot        |                  |                  |                  | Kimberley von Ilberg |
| J'onn J'onzz / Calvin Swanwick Marsi Fejvadász | Harry Lennix    | Harry Lennix                              |                         |                     | Harry Lennix          |                |                  |                  |                  |                  |                      |
| Amanda Waller                                  |                 |                                           | Viola Davis             |                     |                       |                |                  |                  | Viola Davis      |                  | Viola Davis          |
| Bruce Wayne Batman                             |                 | Ben Affleck                               | Ben Affleck             |                     | Ben Affleck           |                |                  |                  |                  | Ben Affleck      |                      |
| Bruce Wayne Batman                             | Michael Keaton  | Ben Affleck                               | Ben Affleck             |                     | Ben Affleck           |                |                  |                  |                  |                  |                      |
| Zod tábornok                                   | Michael Shannon | Michael Shannon                           |                         |                     |                       |                |                  |                  |                  | Michael Shannon  |                      |

## Idővonal
| 1914      | Wonder Woman                               |
| 1915–1983 |                                            |
| 1984      | Wonder Woman 1984                          |
| 1985–2014 |                                            |
| 2015      | Az acélember                               |
| 2016      | Batman Superman ellen – Az igazság hajnala |
| 2016      | Suicide Squad – Öngyilkos osztag           |
| 2017      | Az Igazság Ligája                          |
| 2017      | Zack Snyder – Az Igazság Ligája            |
| 2018      | Aquaman                                    |
| 2019      | Shazam!                                    |
| 2020      | Ragadozó madarak                           |
| 2021      | The Suicide Squad – Az öngyilkos osztag    |
| 2022      | Peacemaker – Békeharcos                    |
| 2022      | Black Adam                                 |
| 2022      | Shazam! Az istenek haragja                 |
| 2023      | Flash – A Villám                           |

## Fordítás
Ez a szócikk részben vagy egészben  a   DC Extended Universe című angol Wikipédia-szócikk ezen változatának fordításán alapul.  Az eredeti cikk szerkesztőit annak laptörténete sorolja fel. Ez a jelzés csupán a megfogalmazás eredetét és a szerzői jogokat jelzi, nem szolgál a cikkben szereplő információk forrásmegjelöléseként.